# Nicholas Pinnock
Nicholas Andre Pinnock es un actor inglés, conocido por haber interpretado a Frank Sutter en la serie Fortitude, a Aníbal en el documental Barbarians Rising y actualmente por dar vida a Jason Backland en Marcella.

## Biografía
Es hijo de padres jamaicanos, es el menor de tres hermanos.
Habla con fluidez español.

## Carrera
En 1986 apareció en la serie de televisión de fantasía Mr Magus is Waiting for You.
En 1987 se unió al elenco principal de la serie Emu's Wide World donde interpretó a Nic hasta 1988.
En 1989 apareció por primera vez en la serie policíaca The Bill donde interpretó a Michael en el episodio "Only a Bit of Thieving", en 1991 volvió a aparecer en la serie ahora interpretando a Meldrum durante "Fear or Favour", más tarde dio vida a Paul morris durante el episodio "Keeping It in the Family" en 1996 y un año después apareció en el episodio "Replica" como Durrell Beckett.
El 31 de marzo de 1992 apareció como invitado en la exitosa serie británica EastEnders donde interpretó al ladrón Wesley, el amigo de Lloyd Tavernier (Garey Bridges), hasta el 23 de abril del mismo año.
En el 2006 apareció como invitado en la serie médica Doctors donde dio vida a James Marsden. Anteriormente había aparecido por primera vez en la serie en el 2003 donde interpretó a Jason Hutton durante el episodio "The Road Sweeper".
En el 2011 se unió al elenco principal de la serie Fortitude donde interpretó al piloto y exmilitar Frank Sutter.
Ese mismo año obtuvo un pequeño papel en la popular película Capitán América: el primer vengador donde dio vida a un técnico de S.H.I.E.L.D.. También se unió al elenco recurrente de la serie británica Top Boy donde dio vida a Leon. Después de los disturbios ocurridos en Londres, Inglaterra ese mismo año, Pinnock apareció en el docudrama de la BBC, "The Riots: In Their Own Words, The Rioters".
En el 2013 dio vida al famoso activista sudafricano Nelson Mandela de joven en el docudrama Mandela: The Prison Years.
En el 2015 se unió al elenco principal de la serie Midwinter of the Spirit donde interpretó al obispo Mick Hunter.
Ese mismo año apareció como Arik en la miniserie A.D. The Bible Continues.
En el 2016 se unió al elenco principal de la serie Marcella donde interpreta al asesor legal Jason Backland, el esposo de la detective Marcella Backland (Anna Friel) hasta ahora.
Ese mismo año se unió al elenco principal del documental Barbarians Rising donde dio vida al general Hannibal, un guerrero cartaginés considerado como uno de los más grandes estrategas militares de la historia contra Roma.
En octubre del mismo año se anunció que Nicholas se había unido al elenco de la nueva serie Counterpart donde dará vida a Ian Shaw, un operativo agresivo, la serie será estrenada en el 2017.
En el 2017 aparecerá en la nueva miniserie Guerrilla donde dará vida a Julian.

## Escritor
Pinnock creó un libro de poesía que incluyen piezas que aumentan la comprensión de los estigmans relacionados con la salud mental y la depresión, basándose en sus propias experiencias de la depresión y su relación con la organización benéfica "Mind UK".

## Filmografía

### Series de televisión
| Año             | Título                   | Personaje        | Notas                                         |
| --------------- | ------------------------ | ---------------- | --------------------------------------------- |
| 2019            | Criminal (UK)            | Paul Ottager     | miniserie 3 episodios                         |
| 2017 - presente | Guerrilla                | Julian           | miniserie                                     |
| 2017 - 2019     | Counterpart              | Ian Shaw         | -                                             |
| 2016 - presente | Marcella                 | Jason Backland   | 8 episodios                                   |
| 2016            | Barbarians Rising        | Hannibal         | episodio "Resistance" - miniserie             |
| 2015            | Midwinter of the Spirit  | Mick Hunter      | 3 episodios                                   |
| 2015            | A.D. The Bible Continues | Arik             | 2 episodios - miniserie                       |
| 2015            | Fortitude                | Frank Sutter     | 11 episodios                                  |
| 2013            | Ice Cream Girls          | Evan             | 3 episodios - miniserie                       |
| 2011            | Top Boy                  | Leon             | 4 episodios                                   |
| 2010            | The Deep                 | Charlie Goodison | episodio "To the Furthest Place" - minsierie  |
| 2006            | Doctors                  | James Marsden    | episodio "Absolutely Positive"                |
| 2006            | Dalziel and Pascoe       | Stephen Japp     | 2 episodios                                   |
| 2006            | Footballers' Wives       | Dean             | 2 episodios                                   |
| 2004            | Holby City               | Carl Stoves      | episodio "Pastures New"                       |
| 2003            | Spine Chillers           | Jon              | episodio "Fairy Godfather"                    |
| 2002            | In Deep                  | Danny            | 2 episodios                                   |
| 2000            | The Knock                | Asaltador        | episodio # 5.2                                |
| 1998            | Casualty                 | Reuben Myers     | episodio "Loco Parentis"                      |
| 1997            | The Bill                 | Durrell Beckett  | episodio "Replica"                            |
| 1995            | Grange Hill              | Jerome Cairns    | 8 episodios                                   |
| 1994            | Peak Practice            | Ben              | episodio "Life Changes"                       |
| 1992            | Desmond's                | Joven Cliente    | episodio "My Two Sons"                        |
| 1992            | EastEnders               | Wesley           | 3 episodios                                   |
| 1989            | Happy Families           | Billy Bone       | episodio "Master Bun the Baker's Boy: Part 2" |
| 1987 - 1988     | Emu's Wide World         | Nic              | 30 episodios                                  |

### Películas
| Año  | Título                              | Personaje      | Notas                                                                                                |
| ---- | ----------------------------------- | -------------- | --- |
| 2023 | The Book of Clarence                | Jesús          | |
| 2013 | Mandela: The Prison Years           | Nelson Mandela | junto a Clarke Peters y Ed Stoppard                                                                  |
| 2011 | Capitán América: el primer vengador | Técnico        | junto a Chris Evans, Hayley Atwell, Sebastian Stan, Hugo Weaving, Dominic Cooper y Samuel L. Jackson |
| 2009 | Diamonds                            | Isaiah Forman  | junto a James Purefoy, Judy Davis, Derek Jacobi, Stephen McHattie, Brendan Penny y Benjamin Ayres    |

### Documentales
| Año  | Título                                      | Notas                  |
| ---- | ------------------------------------------- | ---------------------- |
| 2015 | Jus Soli                                    | documental             |
| 2015 | Sharks of the Shadowland                    | documental             |
| 2012 | The Riots: In Their Own Words - The Rioters | miniserie - documental |

### Productor
| Año  | Título  | Notas                       |
| ---- | ------- | --------------------------- |
| 2016 | Drones  | corto - productor ejecutivo |
| 2016 | Candice | corto - productor ejecutivo |

### Teatro
| Año  | Obra            | Personaje               | Directores (as)              | Teatro                  | Notas                                                   |
| ---- | --------------- | ----------------------- | ---------------------------- | ----------------------- | ------------------------------------------------------- |
| 2015 | The Royale      | Jay "The Sport" Jackson | Madani Younis                | Bush Theatre            | junto a Jude Akuwudike, Franc Ashman y Martins Imhangbe |
| -    | Topdog/Underdog | -                       | -                            | Citizens Theatre        | -                                                       |
| -    | San Diego       | -                       | David Grieg y Marisa Zanotti | -                       | -                                                       |
| -    | Born Bad        | -                       | Kathy Burke                  | Hampstead Theatre       | -                                                       |
| -    | As You Like It  | -                       | -                            | Stafford Castle Theatre | -                                                       |